# Rheinweinlied

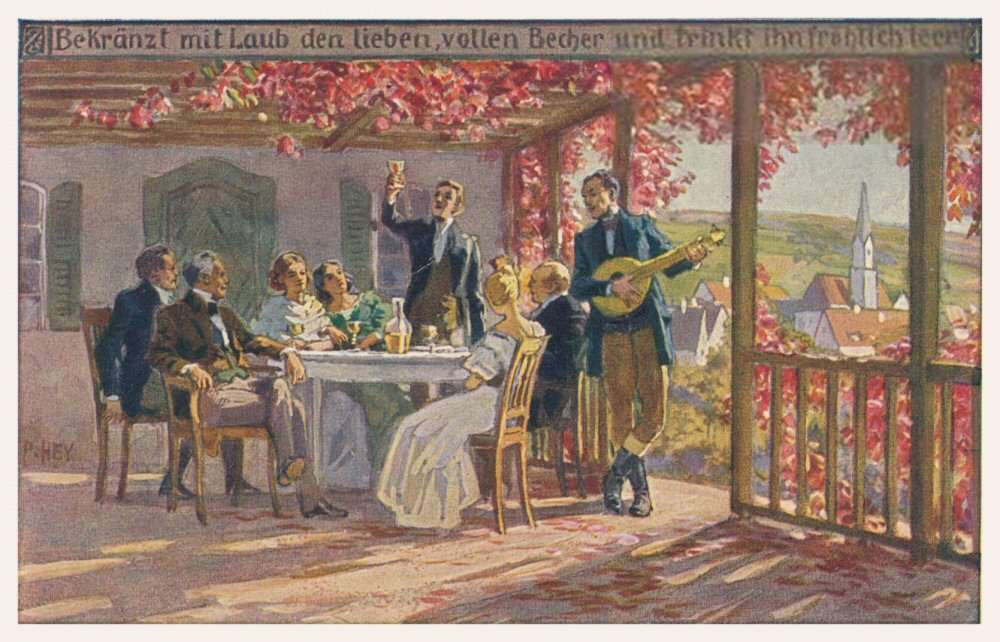
Bekränzt mit Laub, Bildpostkarte von Paul Hey

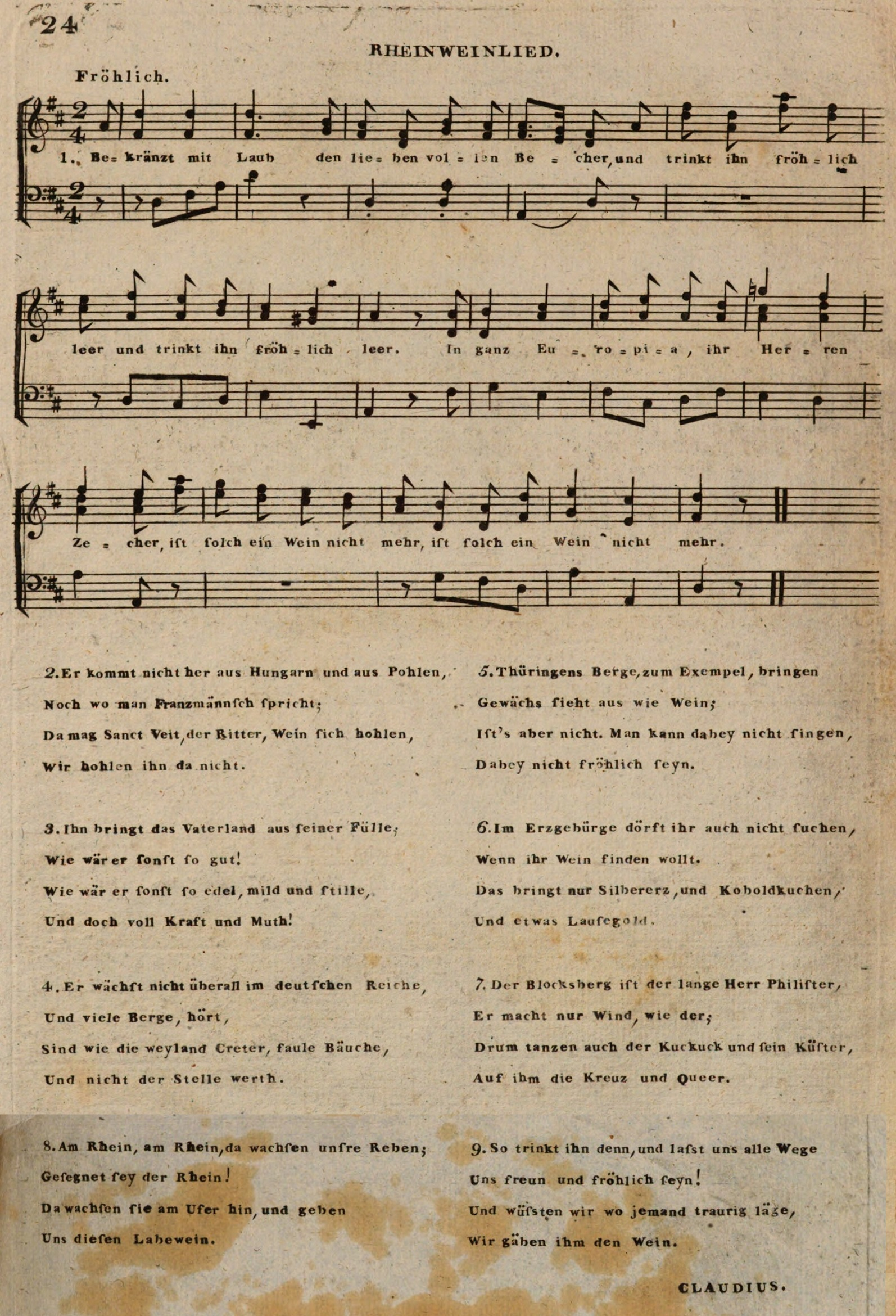
Johann André, Rheinweinlied (Selbstverlag o. J. [1792])
rahmenlos

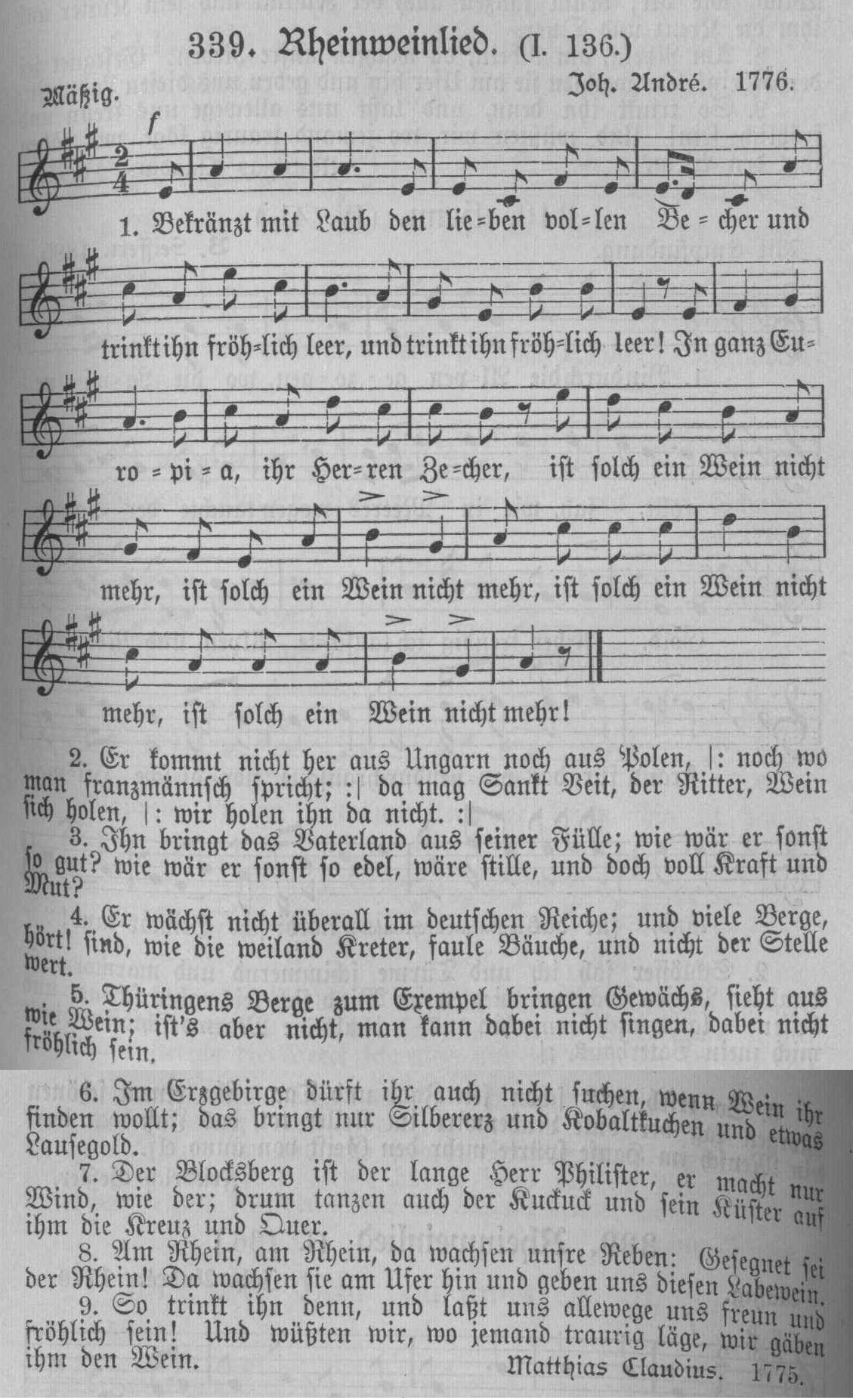
Rheinweinlied im Allgemeinen Deutschen Kommersbuch (1896)
rahmenlos

Das Rheinweinlied Bekränzt mit Laub den lieben vollen Becher ist ein Gedicht von Matthias Claudius aus dem Jahr 1775. Mit der Melodie von Johann André (1776) wurde es zum Volkslied.

## Geschichte
Matthias Claudius veröffentlichte die Strophen im dritten Teil seiner Sammlung Asmus omnia sua secum portans, oder Sämmtliche Werke des Wandsbecker Bothen. Mit der Melodie von Johann André erlangten sie rasch Verbreitung. Zwölf andere Melodien, die bis 1790 entstanden, konnten sich nicht durchsetzen.
Von der frühen Popularität des Liedes zeugt u. a. eine Notiz von Christian Gottlob Neefe aus dem Herbst 1780: „Ich mische mich gern in einen Kreis fröhlicher Freunde, die ihren Pokal voll echten Rheinweins mit biederm Herzen ausleeren und ihr,Bekränzt mit Laub‘ aus voller Kehle dabey anstimmen“. August Wilhelm Iffland lässt die Schlussstrophen des Liedes in einer Szene seines Schauspiels Die Jäger (1785) anstimmen.
1850 machte Louis Spohr die Rheinweinmelodie zu einem Thema im Abschnitt Herbst seiner Sinfonie Die Jahreszeiten. Robert Schumann komponierte 1853 eine Festouvertüre über das Rheinweinlied. Auch Max Reger bearbeitete das Lied.
Max Friedlaender schrieb:

„Schon in den neunziger Jahren des 18. Jahrhunderts wirkten Text und Melodie stark auf die volkstümliche Lyrik ein, das Gedicht wurde oft nachgeahmt und parodiert, die Melodie zu einer großen Zahl anderer Gedichte verwandt. Er nannte das Rheinweinlied um 1920 ‚eines der schönsten und weitestverbreiteten deutschen Lieder‘.“

## Originaltext 1775
Rheinweinlied.

Bekränzt mit Laub den lieben vollen Becher,

   Und trinkt ihn frölich leer.

In ganz Europia, ihr Herren Zecher!

   Ist solch ein Wein nicht mehr.

Er kommt nicht her aus Hungarn noch aus Pohlen,

   Noch wo man Franzmännsch spricht;

Da mag Sanct Veit, der Ritter, Wein sich hohlen,

   Wir hohlen ihn da nicht.

Ihn bringt das Vaterland aus seiner Fülle;

   Wie wär er sonst so gut!

Wie wär er sonst so edel, wäre stille,

   Und doch voll Kraft und Muth!

Er wächst nicht überall im deutschen Reiche;

   Und viele Berge, hört,

Sind, wie die wayland Creter, faule Bäuche,

   Und nicht der Stelle wehrt.

Thüringens Berge, zum Exempel, bringen

   Gewächs sieht aus wie Wein;

Ist’s aber nicht. Man kann dabey nicht singen,

   Dabey nicht frölich seyn.

Im Erzgebürge dürft Ihr auch nicht suchen,

   Wenn Ihr Wein finden wollt.

Das bringt nur Silbererz und Koboltkuchen,

   Und etwas Lausegold.

Der Blocksberg ist der lange Herr Philister,

   Er macht nur Wind wie der;

Drum tanzen auch der Kuckuck und sein Küster

   Auf ihm die Creuz und Quer.

Am Rhein, am Rhein, da wachsen unsre Reben;

   Gesegnet sey der Rhein!

Da wachsen sie am Ufer hin, und geben

   Uns diesen Labewein.

So trinkt ihn denn, und laßt uns alle Wege,

   Uns freun und frölich seyn!

Und wüßten wir, wo jemand traurig läge,

   Wir gäben ihm den Wein.